# Tony Dorigo
Anthony Robert "Tony" Dorigo (Adelaide, 31 de dezembro de 1965), é um ex-futebolista australiano de origem italiana naturalizado britânico, que fez sucesso no Chelsea.

## Carreira
Militou também no Aston Villa, Leeds United, Torino e Derby County. Aposentou-se dos gramados em 2001, no Stoke City.
Pela Seleção Inglesa (incluindo sub-21 e time B), foram 32 partidas e nenhum gol assinalado. Atuou na Copa de 1990.